# Парагвай (река)
Парагва́й (исп. Río Paraguay, порт. Rio Paraguai) — правый и крупнейший приток Параны, одна из самых больших рек центральной и южной частей южноамериканского континента. Протекает через территории Бразилии (рядом с боливийской границей) и Парагвая; от города Баия-Негра до впадения реки Апа служит государственной границей Парагвая и Бразилии; в южной своей части является государственной границей между Парагваем и Аргентиной. Длина русла от истока в бразильском штате Мату-Гросу до слияния с рекой Парана к северу от аргентинского города Корриентес — около 2695 км.
В период сильных дождей в низовье сильно разливается. В засуху небольшие притоки пересыхают и нередко становятся в засоленных болотах или разбиваются в цепочки небольших озёр. Судоходство — морские суда поднимаются до города Асунсьон, а речные до Консепсьон.
Река делит Парагвайскую республику на две части. Северный Парагвай, расположенный на западной стороне реки, является частью региона Гран-Чако. Эта часть страны достаточно мало освоена и редко населена. В южной же части государства (на восточном берегу) сосредоточено до 98 % населения республики.

## Этимология
Название «Парагвай» происходит от индейского слова Paraguay, что значило на некоторых диалектах местных индейцев «рогатая река».